# Лаодамија
Лаодамија или Лаодамеја је у грчкој митологији било име више личности.

## Етимологија
Значење овог имена је „укротитељка народа“ и према Роберту Гревсу, представљала је титулу Месечеве свештенице.

## Митологија
- У Хомеровој „Илијади“ Белерофонтова кћерка која је са Зевсом имала сина Сарпедона. Убила ју је Артемида док је била заокупљна ткањем[2], а због греха њеног оца.[3] Њена браћа Хиполох и Исандером су се спорила око престола Ликије. Договорили су се да престо преузме онај ко погоди стрелом кроз прстен обешен о груди детета. Међутим, ни један ни други нису желели да то буде његово дете. Да би прекинула свађу, Лаодамија је понудила да то буде њено дете, Сарпедон. Задивљени оваквом несебичношћу, обојица су одустала од своје намере. Престо је припао управо Сарпедону, са којим је као сувладар владао Хиполохов син Глаук.[1]
- Лаодамија је била и Акастова кћерка и Протесилајева супруга. Њен супруг је отишао у тројански рат и први је тамо изгубио живот. Несрећна Лаодамија је замолила богове да га види макар на три сата. Молба јој је услишена и Хермес јој га је довео. Међутим, када је умро и по други пут, она је умрла са њим.[2] Према другој причи, она је након мужевљевог одласка у поход против Троје, направила његов лик од воска. Након његове смрти, она је своју љубав пренела на овај кип. Њен отац, у жељи да је спасе бола, бацио је кип у ватру, али је она скочила за њим и тако се убила.[4]
- Супруга Антилеја, још једног учесника тројанског рата.[5]
- Према Паусанији била је кћерка Амикла и Диомеде, која је са Аркадом имала сина Трифила. Аполодор ју је називао Лејанира.[2]
- Орестова дадиља, чије је име још и Арсиноја.[2]
- Алкмеонова кћерка и Пелејева супруга.[2]

## Тумачење
Роберт Гревс је указао да је прича о Лаодамијиној заокупљености статуом настала тумачењем свадбене иконе, јер је на неким хетитским печатима лик краља био грубо изгравиран и тако изгледао као статуа.